# Xenotachina tsuchimensis
Xenotachina tsuchimensis är en tvåvingeart som beskrevs av Shinonaga 2003. Xenotachina tsuchimensis ingår i släktet Xenotachina och familjen husflugor. Inga underarter finns listade i Catalogue of Life.